# Huye (Berg)
Huye ist ein Berg im Süden Ruandas nahe der Stadt Butare mit einer Höhe von 2278 m. Der Berg ist an seiner Westseite mit dem Nyungwe-Wald verbunden und liegt an den äußeren Ausläufern des Großen Afrikanischen Grabenbruchs. Der Huye liegt im Einzugsgebiet des Migina in dessen Nordwesten er liegt und ist eine wichtige Wasserquelle für die Region. So wird aus den Bergquellen ein gleichnamiges Mineralwasser gewonnen und in Ostafrika vertrieben. Die lokale Kaffeewirtschaft nutzt das Wasser zum Reinigen der Kaffeebohnen.